# Tractat de Rapallo
|  | No s'ha de confondre amb Tractat de Rapallo (1920). |

El Tractat de Rapallo de 1922, va ser un acord signat el 16 d'abril de 1922, entre Alemanya i la Federació Soviètica Russa sota el qual cadascun dels estats renunciava a totes les reclamacions territorials i financeres contra l'altra conseqüència del Tractat de Brest-Litovsk i la Primera Guerra Mundial.
Els dos governs també acordaren normalitzar les seves relacions diplomàtiques i "cooperar en un esperit de bona voluntat en la recerca de les necessitats econòmiques dels dos països".

## Context historic
Després de la consolidació de la República de Weimar a Alemanya, el govern alemany va desitjar sortir de l'aïllament diplomàtic conseqüència de la derrota alemanya a la Primera Guerra Mundial i la Rússia Soviètica també era un país marginat per motius polítics i va semblar l'opció més viable, malgrat que els líders polítics de la República de Weimar havien combatut violentament l'intent d'establir el comunisme a Alemanya.
Al mateix temps la Rússia soviètica volia establir lligams econòmic i diplomàtics amb altres països, però la majoria d'aquests desconfiaven dels soviètics.

## El tractat de 1922
L'acord va ser una conseqüència de la Conferència de Gènova, la qual incloïa Alemanya i la Unió Soviètica. Va ser originada quan França va demanar als soviètics que assumissin el deute del règim tsarista d'abans de la guerra i reparacions econòmiques immediates als alemanys a Rússia. Els alemanys i russos van marxar ràpidament de Gènova i es reuniren a Rapallo.
El tractat va ser negociat entre els ministres estrangers Gueorgui Txitxerin i Walter Rathenau soviètic i alemany respectivament. Es va ratificar el 31 de gener de 1923 i es va signar a l'Hotel Imperiale a la ciutat italiana de Santa Margherita Ligure i es va registrar a la Societat de Nacions el 19 de setembre de 1923. Malgrat que el tractat no incloïa provisions militars secretes, aviat li van seguir cooperacions militars secretes.
Un suplement de l'acord es va signar a Berlín el 5 de novembre i va estendre la cobertura del tractat a les relacions entre Alemanya i les repúbliques soviètiques d'Ucraïna, Belarús, Armènia, Geòrgia, Azerbaidjan i la república soviètica de l'Extrem Orient.
Aquest acord es va reafirmar pel Tractat de Berlín de 1926.